# Крекінг-установка в Порт-Артур (Chevron)
Крекінг-установка в Порт-Артур (Chevron) — підприємство нафтохімічної промисловості у Техасі, розташоване в районі Порт-Артур (північний схід від Х'юстона, на західному березі річки Сабін, що відділяє Техас від Луїзіани).
У 1970 році компанія Chevron ввела в експлуатацію у Порт-Артурі установку піролізу (парового крекінгу) потужністю по етилену в 450 тисяч тонн на рік. В 1997-му її модернізували зі збільшенням потужності до 770 тисяч тонн на рік, а станом на середину 2010-х цей показник рахується як 855 тисяч тонн.
Установка споживає переважно етан — 80 % сировинної суміші, а також пропан (15 %) та бутан (5 %). Втім, за необхідності співвідношення етану та пропану може становити 50/50.
Також можливо відзначити, що в Порт-Артурі працює цілий ряд піролізних установок інших компаній — Flint Hills, BASF/Total, а також почалось спорудження нової установки компаній Total, NOVA Cemicals і Borealis.
Вироблений етилен може постачатись по етиленопроводу Еванджелін.